# Сезон ФК «Дніпро» (Дніпропетровськ) 1991
Сезон ФК «Дніпро» (Дніпропетровськ) 1991 — сезон футбольного клубу «Дніпро» в останньму 54-ому Чемпіонаті СРСР.

## Склад команди
| № | Поз. | Нац. | Гравець            |
| - | ---- | ---- | ------------------ |
|   | ВР   |      | Валерій Городов    |
|   | ВР   |      | Сергій Краковський |
|   | ВР   |      | Геннадій Жилкін    |
|   | ЗХ   |      | Сергій Беженар     |
|   | ЗХ   |      | Олег Бенько        |
|   | ЗХ   |      | Володимир Горілий  |
|   | ЗХ   |      | Сергій Дірявка     |
|   | ЗХ   |      | Геннадій Козар     |
|   | ЗХ   |      | Євген Яровенко     |
|   | ПЗ   |      | Володимир Багмут   |
|   | ПЗ   |      | Василь Бондарчук   |
|   | ПЗ   |      | Євген Дмитрієв     |
|   | ПЗ   |      | Олександр Захаров  |
|   | ПЗ   |      | Олексій Куриленко  |
|   | ПЗ   |      | Сергій Мамчур      |
|   | ПЗ   |      | Дмитро Михайленко  |
|   | ПЗ   |      | Геннадій Мороз     |
|   | ПЗ   |      | Валентин Москвін   |

| № | Поз. | Нац. | Гравець            |
| - | ---- | ---- | ------------------ |
|   | ПЗ   |      | Олександр Оголюк   |
|   | ПЗ   |      | Олександр Омельчук |
|   | ПЗ   |      | Андрій Полунін     |
|   | ПЗ   |      | Олексій Сасько     |
|   | ПЗ   |      | Вадим Тищенко      |
|   | НП   |      | Сергій Думенко     |
|   | НП   |      | Ігор Єфремов       |
|   | НП   |      | Сергій Коновалов   |
|   | НП   |      | Микола Кудрицький  |
|   | НП   |      | Володимир Лебідь   |
|   | НП   |      | Олександр Паляниця |
|   | НП   |      | Юрій Петров        |
|   | НП   |      | Геннадій Попович   |
|   | НП   |      | Євген Похлебаєв    |
|   | НП   |      | Андрій Сидельников |
|   | НП   |      | Едуард Сон         |
|   | НП   |      | Євген Шахов        |
|   | ПЗ   |      | Андрій Юдін        |

## Чемпіонат СРСР з футболу

### Календар чемпіонату СРСР
| Тур | Команда                 | Рахунок | Тур | Команда                 | Рахунок | Тур | Команда                | Рахунок |
| --- | ----------------------- | ------- | --- | ----------------------- | ------- | --- | ---------------------- | ------- |
| 1   | «Памір» (Душанбе)       | 0:0     | 11  | «Шахтар»                | 3:1     | 21  | «Спартак» (Москва)     | 0:2     |
| 2   | «Пахтакор» (Ташкент)    | 1:2     | 12  | «Торпедо» (Москва)      | 0:0     | 22  | «Шахтар»               | 0:1     |
| 3   | «Металург» (Запоріжжя)  | 1:0     | 13  | «Металіст»              | 1:1     | 23  | «Локомотив» (Москва)   | 0:2     |
| 4   | «Динамо» (Москва)       | 1:0     | 14  | «Динамо» (Мінськ)       | 4:1     | 24  | «Металіст» (Харків)    | 3:0     |
| 5   | ЦСКА (Москва)           | 1:0     | 15  | «Локомотив» (Москва)    | 2:0     | 25  | «Торпедо» (Москва)     | 1:0     |
| 6   | «Арарат» (Єреван)       | 1:0     | 16  | «Спартак» (Владикавказ) | 1:1     | 26  | «Динамо» (Мінськ)      | 1:1     |
| 7   | «Динамо» (Київ)         | 1:1     | 17  | ЦСКА (Москва)           | 2:2     | 27  | «Металург» (Запоріжжя) | 3:2     |
| 8   | «Спартак» (Владикавказ) | 1:1     | 18  | «Арарат» (Єреван)       | 1:0     | 28  | «Динамо» (Москва)      | 6:2     |
| 9   | «Чорноморець» (Одеса)   | 0:0     | 19  | «Динамо» (Київ)         | 2:0     | 29  | «Памір» (Душанбе)      | 1:2     |
| 10  | «Спартак» (Москва)      | 1:0     | 20  | «Чорноморець» (Одеса)   | 1:1     | 30  | «Пахтакор» (Ташкент)   | 1:3     |

Примітка

Блакитним кольором виділені домашні ігри.

### Турнірна таблиця
| Місце | Команда           | Ігор | В | Н  | П  | РМ    | Очок |
| ----- | ----------------- | ---- | - | -- | -- | ----- | ---- |
| 8     | «Динамо» (Мінськ) | 30   | 9 | 11 | 10 | 29-31 | 29   |
| 9     | «Дніпро»          | 30   | 9 | 10 | 11 | 31-36 | 28   |
| 10    | «Памір» (Душанбе) | 30   | 7 | 13 | 10 | 28-32 | 27   |

## Кубок СРСР з футболу1991-1992
| Раунд       | Команда             | Рахунок |
| ----------- | ------------------- | ------- |
| 1/16 фіналу | «Хімік» (Джамбул)   | +:-     |
| 1/8 фіналу  | «Металіст» (Харків) | 0:3 2:1 |

1/8 фіналу
| 22 листопада 1991 |

| «Металіст» (Харків)                   | 3 – 0 | «Дніпро» (Дніпропетровськ) |
| ------------------------------------- | ----- | -------------------------- |
| Аджоєв 43' Хомуха 60' Шулятицький 89' | звіт  |                            |

| «Металіст» (Харків) Глядачів: 2 400 Арбітр: Будогоський (Москва) |

«Металіст»: Помазун, Колоколов, Пець, Панчишин, Касторний, Яблонський (Хомуха, 38), Кандауров, Синицький, Аджоєв, Скаченко, Ніченко (Шулятицький, 70).
«Дніпро»: Городов, Куриленко, Сидельников, Юдін, Козар (Беженар, 46), Горілий, Полунін, Захаров, Москвін, Лебідь, Петров.
| 26 листопада 1991 |

| «Дніпро» (Дніпропетровськ) | 2 – 1 | «Металіст» (Харків) |
| -------------------------- | ----- | ------------------- |
| Лебідь 33' Горілий 85'     | звіт  | Хомуха 10'          |

| «Метеор» (Дніпропетровськ) Глядачів: 500 Арбітр: Купріяшкін (Москва) |

«Дніпро»: Городов, Юдін, Сасько (Паляниця, 77), Сидельников, Дірявка, Полунін, Похлебаєв, Горілий, Лебідь, Захаров, Москвін.
«Металіст»: Помазун, Касторний, Пець, Панчишин, Деревинський, Призетко (Ланцфер, 83), Хомуха, Синицький (Яблонський, 46), Аджоєв, Ніченко, Скаченко (Назаров, 71).

## Сумарна статистика
Список гравців, які виступали в іграх вищої ліги чемпіонату СРСР:
|       |                     |  |
|       |                     |  |
| 226 — | Володимир Лютий     |  |
| 189 — | Сергій Краковський  |  |
| 184 — | Олександр Лисенко   |  |
| 183 — | Геннадій Литовченко |  |
| 182 — | Володимир Багмут    |  |
| 159 — | Роман Шнейдерман    |  |
| 153 — | Сергій Пучков       |  |
| 150 — | Іван Вишневський    |  |
| 147 — | Андрій Ділай        |  |
| 145 — | Олег Протасов       |  |
| 144 — | Сергій Башкиров     |  |
| 142 — | Микола Кудрицький   |  |

|       |                   |  |
|       |                   |  |
| 141 — | Олексій Чередник  |  |
| 137 — | Микола Богданов   |  |
| 136 — | Валерій Городов   |  |
| 134 — | Олег Таран        |  |
| 129 — | Петро Найда       |  |
| 125 — | Юрій Соловйов     |  |
| 124 — | Анатолій Пилипчук |  |
| 116 — | Віктор Кузнецов   |  |
| 115 — | Леонід Колтун     |  |
| 106 — | Євген Шахов       |  |
| 103 — | Валерій Поркуян   |  |
| 100 — | Петро Кутузов     |  |

|      |                                               |  |
|      |                                               |  |
| 99 — | Петро Яковлєв                                 |  |
| 96 — | Станіслав Євсєєнко, Вадим Тищенко, Едуард Сон |  |
| 93 — | Віктор Маслов                                 |  |
| 91 — | Олександр Сорокалет                           |  |
| 89 — | Віктор Романюк                                |  |
| 87 — | Олексій Христян, Андрій Сидельников           |  |
| 86 — | Антон Шох                                     |  |
| 80 — | Микола Самойленко                             |  |
| 78 — | Володимир Федоренко                           |  |
| 76 — | Андрій Юдін                                   |  |
| 74 — | Олександр Погорєлов                           |  |
| 63 — | Володимир Устимчик                            |  |
| 62 — | Олег Серебрянський                            |  |
| 61 — | Олександр Дамін                               |  |
| 59 — | Сергій Мотуз                                  |  |
| 57 — | Борис Шуршин                                  |  |

|      |                                        |  |
|      |                                        |  |
| 56 — | Сергій Малько                          |  |
| 54 — | Микола Федоренко                       |  |
| 53 — | Сергій Скляр, Анатолій Оленєв          |  |
| 52 — | Микола Павлов                          |  |
| 51 — | Олег Крамаренко, Сергій Собецький      |  |
| 49 — | Анатолій Гринько                       |  |
| 48 — | Олександр Томах, Володимир Куцев       |  |
| 47 — | Анатолій Шелест, Сергій Беженар        |  |
| 46 — | Віктор Назаров                         |  |
| 44 — | Євген Яровенко                         |  |
| 43 — | Володимир Шатохін, Володимир Геращенко |  |
| 42 — | Вадим Іванов                           |  |
| 39 — | Микола Голиков                         |  |
| 35 — | Василь Лябик                           |  |
| 33 — | Петро Слободян                         |  |
| 32 — | Борис Кравчук, Сергій Мотуз            |  |

|      | |  |
|      | |  |
| 29 — | В'ячеслав Петрухін, Анатолій Усенко |  |
| 28 — | Валерій Зуєв |  |
| 26 — | Юрій Ковба, Віктор Данилевський |  |
| 25 — | Юрій Гаврилов, Володимир Сергєєв, Валентин Москвін, Сергій Мамчур |  |
| 24 — | Олег Бенько, Юрій Ковальов, Ігор Надєїн |  |
| 23 — | Віктор Консевич, Олексій Сасько, Валерій Шальнов |  |
| 22 — | Володимир Горілий |  |
| 21 — | Віктор Матвієнко, Сергій Шлапак, Олександр Червоний |  |
| 20 — | Анатолій Дем'яненко, Вадим Євтушенко |  |
| 19 — | Микола Артюх, Валентин Жуков, Володимир Кобзарєв |  |
| 18 — | Юрій Миргородський, Юрій Гудименко |  |
| 17 — | Віталій Денеж, Володимир Лебідь |  |
| 16 — | Андрій Бобриков |  |
| 15 — | Олексій Яковенко |  |
| 14 — | Володимир Трошкін, Сергій Каталимов, Ігор Шквирін, Юрій Петров |  |
| 13 — | Олександр Васютич, Олександр Жидков |  |
| 12 — | Михайло Паламарчук, Євген Грунін, Олександр Трошкін, Володимир Устинов |  |
| 11 — | В'ячеслав Семенов, Сергій Никифоренко, Валерій Черних, В'ячеслав Шардикін, Василь Сторчак, Сергій Коновалов |  |
| 10 — | Віктор Колядко |  |
| 9 —  | Станіслав Бабенко, Віктор Шевченко, Анатолій Назаренко, Петро Чілібі, Дмитро Михайленко |  |
| 8 —  | Олександр Кошлатенко, Володимир Шевчук |  |
| 7 —  | Сергій Павленко, Вісвалдіс Данга, Євген Похлебаєв, Юрій Куліш, Сергій Дірявка |  |
| 6 —  | Вадим Павленко, Олександр Омельчук, Олег Смолянинов |  |
| 5 —  | Сергій Алексєєв, Євген Чижик, Сергій Казанков, Сергій Художилов, Ігор Ледяхов, Геннадій Козар |  |
| 4 —  | Микола Кузьмін, Руслан Суанов, Володимир Стрижевський, Олег Федюков, Петер Нойштедтер, Петро Буц |  |
| 3 —  | Руслан Ашибоков, Микола Пелипенко, Сергій Кулінич, Бабкен Мелікян |  |
| 2 —  | Анатолій Куцев, Юрій Тимофеєв, Анатолій Загребаєв, Віктор Рафальчук, Василь Бондарчук, Олександр Захаров, Андрій Полунін |  |
| 1 —  | Євген Торопов, Віктор Полєвщиков, Микола Литвиненко, Михайло Москаленко, Євген Поворов, Ігор Делі, Володимир Мозолюк, Сергій Парастаєв, Ігор Тютерев, Олег Кошелюк, Костянтин Єременко, Юрій Леонов, Марат Кабаєв, Валерій Плотников, Олександр Оголюк, Олександр Паляниця |  |